# Oroquieta City
Oroquieta City ist eine Stadt in der philippinischen Provinz Misamis Occidental auf der Insel Mindanao. Sie ist zugleich die Hauptstadt dieser Provinz und liegt an deren nordöstlicher Küste an der Bucht von Iligan.

## Namensherkunft
Es gibt zwei Versionen über die Herkunft des Namens:
Nach der ersten, die viele Historiker befürworten, setzt sich der Name Oroquieta aus den spanischen Wörtern "Oro" (Gold) und "Quieta" oder "Kita" (gefunden) zusammen. Die frühen Einwohner fanden Gold entlang des Flusses, der durch das heutige Stadtgebiet fließt, was sich in dem Namen niedergeschlagen hat.
Die zweite entstammt einem Geschichtsbuch aus dem Jahr 1880, der Zeit, als der Ort seinen heutigen Namen bekam. Danach soll der erste katholische Priester, Pater Tomas Casado aus Spanien, seine Kirchengemeinde von "Layawan" in "Oroquieta" umbenannt haben, zu Ehren des Ortes Oroquieta, einem Barrio der spanischen Stadt Pamplona, die der Geburtsort des Priesters war.

## Geographie
Oroquieta City liegt im Norden der Provinz Misamis Occidental direkt an der Küste an der Bucht von Iligan, einem Teil der Mindanaosee.
Die Stadt ist von fünf verschiedenen Regionen eingegrenzt. Im Norden liegt die Gemeinde Lopez Jaena, im Osten öffnet sich die Bucht von Iligan, im Süden findet sich der Schwesterort Aloran, im Südosten die Gemeinde Conception und im Nordwesten liegt Sapang Dalaga.
Die flachen Gebiete entlang der Küste an der Ostseite des Stadtgebiets werden in ihren westlichen Regionen durch den bis zu 2.402 Meter hohen Gebirgszug des Mount Malindang abgelöst.

## Sprache
Die vorherrschende Sprache ist Cebuano, das von 97 % der Stadtbewohner gesprochen wird.

## Baranggays
Oroquieta City ist politisch in 47 Baranggays unterteilt.
| - Apil - Binuangan - Bolibol - Buenavista - Bunga - Buntawan - Burgos - Canubay - Clarin Settlement - Dolipos Bajo - Dolipos Alto - Dulapo - Dullan Norte - Dullan Sur - Lamac Lower - Lamac Upper | - Langcangan Lower - Langcangan Proper - Langcangan Upper - Layawan - Loboc Lower - Loboc Upper - Rizal Lower - Malindang - Mialen - Mobod - Ciriaco C. Pastrano (Nilabo) - Paypayan - Pines - Poblacion I - Poblacion II - San Vicente Alto | - San Vicente Bajo - Sebucal - Senote - Taboc Norte - Taboc Sur - Talairon - Talic - Toliyok - Tipan - Tuyabang Alto - Tuyabang Bajo - Tuyabang Proper - Rizal Upper - Victoria - Villaflor |

## Geschichte
Während der Jahre 1861 und 1879 hieß der Ort noch Layawan und war ein Barrio der damaligen Provinz Misamis. Der Name Layawan leitete sich vom Visayan-Wort "layaw" ab. Diesen Begriff, der so viel heißt wie "Platz der streunenden Tiere", benutzten die christlichen Siedler für diesen Ort, da viele Wildtiere sich am Fluss der Siedlung herumtrieben. Um das Jahr 1880 wurde der Ort von Layawan in Oroquieta umbenannt.
Laut Aussagen von Historikern kamen die ersten christlichen Siedler von den nahe gelegenen Inseln Bohol und Cebu. Nach ihrer Ankunft bemerkten sie, dass das Gebiet von einheimischen Menschen bewohnt war, den Subanon. Der Name leitet sich vom Wort "Suba" (Fluss) ab, da die Urbewohner entlang der Flüsse lebten. Als die ersten Fremden ankamen, wurden sie von den Einheimischen freundlich empfangen und ihnen wurde erlaubt, sich in Layawan anzusiedeln. Sie überließen ihnen auch Land und ermutigten sie zum Anbau von Reis.
Nachdem immer mehr Einwanderer in das Gebiet gekommen waren, begannen die einheimischen Subanon, sich ins bewaldete, höher gelegene Hinterland zurückzuziehen, da sie sich vom unkultivierten Lebensstil, den die christlichen Siedler mit der Zeit an den Tag legten, distanzieren wollten. Allmählich wuchs der Ort immer weiter und wurde zu einem Dorf und schließlich zu einer Verwaltungsgemeinde.
Als am 2. November 1929 die ehemalige Provinz Misamis in zwei Provinzen, Misamis Occidental und Misamis Oriental, aufgeteilt wurde, ernannte man Oroquieto am 1. Januar 1930 zur Hauptstadt von Misamis Occidental.
1942, während des Zweiten Weltkrieges, war der Ort kurzzeitig die Hauptstadt der Philippinen, obwohl er zu dieser Zeit noch nicht als Stadt klassifiziert wurde. Der spätere Präsident Manuel Quezon kam auf seinem Weg von den Vereinigten Staaten nach Australien in Oroquieta an und setzte für die Zeit seines Aufenthaltes eine Kriegsregierung der freien Philippinen im Ort ein, bis ihn ein U-Boot der USAFFE nach Australien evakuierte.
Nach Abzug der japanischen Streitkräfte und der Bildung einer regulären philippinischen Regierung änderte sich der Status von Oroquieta von einer Verwaltungsgemeinde zu einer Stadt, als Anerkennung der im Krieg innegehabten Stellung.
Am 25. Juni 1969 wurde Oroquieta mit Unterzeichnung des Republic Act Nr. 5518 durch den damaligen Präsidenten Ferdinand Marcos als Stadt beurkundet. Die Einweihung fand am 1. Januar 1970 statt.

## Klima
Das Klima in der Stadt ist moderat, aber tropisch, mit gelegentlichen, dann aber heftigen Regenfällen. Die Trockenzeit herrscht zwischen Januar und April, die Regenzeit wird von den Monaten Juli bis September eingenommen. Die Monate Oktober bis Januar werden wiederum durch öfter auftretende Stürme und etwas kühlere, wenn auch angenehme Temperaturen charakterisiert.

## Sehenswürdigkeiten
- Der Mount Malindang National Park
- Die Heißen Quellen von Sebucal, 30 km von der Stadt entfernt.
- Das City Museum